# خانه غلامیان ریاب
منزل غلامیان ریاب مربوط به دوره قاجار است و در شهرستان گناباد، بخش مرکزی، روستای ریاب واقع شده و این اثر در تاریخ ۱۹ مرداد ۱۳۸۴ با شمارهٔ ثبت ۱۲۹۰۹ به‌عنوان یکی از آثار ملی ایران به ثبت رسیده است.